# Gottfried II. (Würzburg)

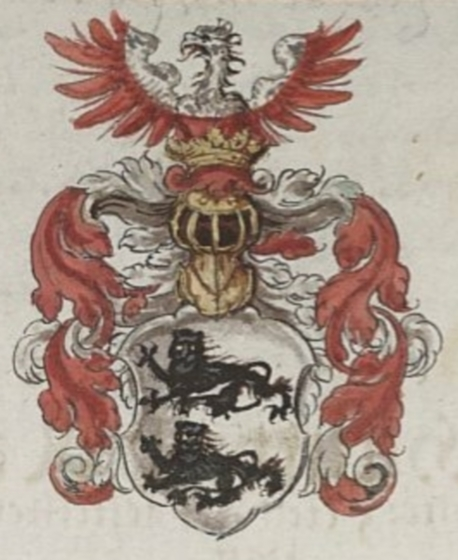
Wappen Gottfried II. nach Lorenz Fries: Chronik der Bischöfe von Würzburg, 1574–1582

Gottfried II. († 24. August 1197 in Würzburg) war 1197 Bischof von Würzburg.
Gottfried war zunächst Würzburger Domscholaster und Dompropst. Es ist nicht bekannt, welcher Familie er entstammte. Nach Lorenz Fries wurde er vom Domkapitel gegen den Willen des Kaisers gewählt. Er wurde im Sommer 1197 erwählt, starb jedoch zwei Monate später.
Bei Restaurierungsarbeiten im Würzburger Dom im 18. Jahrhundert wurde das Grabmal Gottfrieds III. von Hohenlohe mit Gottfried II. verwechselt und die Inschrift fälschlicherweise verändert. Gottfried II. wird aus diesem Grund stellenweise zu Unrecht der Familie von Hohenlohe zugeschrieben.